# FactSet
FactSet Research Systems Inc., exerçant également sous le nom de FactSet, est une société multinationale de gestion de données financières et d'édition de logiciels. Son siège social est situé à Norwalk dans le Connecticut aux États-Unis d'Amérique. 

## Présentation
La société fournit de l'information financière et des logiciels d'analyse pour les professionnels de l'investissement. Pour l'année fiscale 2014, le chiffre d'affaires de FactSet s'élevait à $984 millions.
FactSet offre un accès à des données financières et à des services analytiques aux analystes, aux gestionnaires de portefeuille et aux banquiers d'investissement d'institutions financières mondiales. La société ne propose pas de produits pour les particuliers ; elle se concentre sur la technologie et le service à la clientèle. Elle combine des bases de données disparates, développe sa propre application et fournit à ses clients des consultants, de l'assistance téléphonique et de la formation.
FactSet a figuré dans le Forbes "200 Best Small Companies" en 2011.  Ses concurrents sont Bloomberg L.P., Thomson Reuters et S&P Capital IQ.

## Principaux actionnaires
Au 15 avril 2020.
| The Vanguard Group                           | 10,2% |
| Bamco                                        | 7,51% |
| Loomis, Sayles                               | 7,47% |
| Wells Fargo Clearing Services                | 4,22% |
| Morgan Stanley Investment Management         | 4,01% |
| Kayne Anderson Rudnick Investment Management | 3,90% |
| BlackRock Fund Advisors                      | 3,82% |
| SSgA Funds Management                        | 3,28% |
| Ninety One                                   | 2,22% |
| Bares Capital Management                     | 2,01% |